# Torsten Schack Pedersen
Torsten Schack Pedersen, född 26 juni 1976 i Thisted, Danmark är en dansk politiker som suttit i  Folketinget seden 2005 och som är minister för samhällsskydd och beredskap sedan 2024. Han är vald för Venstre i Thistedkretsen och blev  2019 återvald med 8 602 personröster. Han var partiets talesperson i folketinget från november 2023 till att han utsågs till minister 29 augusti 2024.

## Bakgrund
Torsten Schack Pedersen er son till bankchef Niels Johan Pedersen och advokatsekreterare Linda Schack Pedersen. 
Han har en bakgrund som aktiv i Venstres Ungdom. Där var han ordförande lokalt först i Thy och senare i Köpenhamn. Under perioden 2001-2003 var han förbundsordförande för hela organisation. Han drev 2003–2005 ett kommunikationsföretag.. Han tog en cand.polit.-examen från Köpenhamns universitet 2004.
Schack Pedersen har suttit i och varit ordförande eller vice ordförande för flera av Folketingets utskott. Han satt i Landsskatteretten 2016-2023.. Han är gift med partikollegan Louise Schack Elholm, som även hon sitter i Folketinget och har ingått i SVM-regeringen. Tillsammans har de två barn och bor i Sorø.